# Elias Khoury (scriitor)
Elias Khoury (în arabă:الياس خوري) (n. 12 iulie 1948, Achrafieh⁠(d), Guvernoratul Beirut, Liban – d. 15 septembrie 2024, Beirut, Liban) a fost un romancier, dramaturg și critic literar libanez. A publicat 10 romane care au fost traduse în câteva limbi străine. De asemenea, a scris 3 piese de teatru. În prezent lucrează ca editor la revista culturală Al-Mulhaq, publicație ce apare săptămânal ca supliment al ziarului Al-Nahar.

## Opere
- 'an 'ilaqat al-da'irah, 1975 (roman)
- The Little Mountain, 1977 (roman)
- Dirasat fi naqd al-shi'r, 1979 (critică)
- The Gates of the City, 1981 (roman)
- Al-wujuh al-baida' , 1981 (roman)
- Al-dhakira al-mafquda, 1982 (critică)
- Al-mubtada' wa'l-khabar, 1984 (nuvele)
- Tajribat al-ba'th 'an ufq, 1984 (critică)
- Zaman al-ihtilal, 1985 (critică)
- The Journey of Little Gandhi, 1989 (roman)
- The Kingdom of Strangers, 1993 (roman)
- Majma' al-Asrar, 1994 (roman)
- Gate of the Sun 1998 (roman)
- Ra'ihat al-Sabun, 2000 (roman)
- Yalo, 2002 (roman)
- Ka'anaha Nae'ma, 2007 (roman)